# Tour Les Terrasses Rodin
 (mars 2023).
Si vous disposez d'ouvrages ou d'articles de référence ou si vous connaissez des sites web de qualité traitant du thème abordé ici, merci de compléter l'article en donnant les références utiles à sa vérifiabilité et en les liant à la section « Notes et références ».
Les Terrasses Rodin est un immeuble de 29 étages situé à Issy-les-Moulineaux (Hauts-de-Seine) dans le quartier des Épinettes.
La copropriété "Les Terrasses Rodin" est composée de 395 appartements logeant près d'un millier de résidents.

## Localisation
Les Terrasses Rodin font partie d'un ensemble de huit immeubles de grande hauteur, principalement des logements sociaux. Cet ensemble forme Les Epinettes, qui a donné son nom à ce quartier d'Issy-les-Moulineaux.

## Historique
Cet Immeuble de Grande Hauteur (IGH-A) a été construit entre 1973 (permis de construire) et 1979 (déclaration d'achèvement). Il tient son nom de la proximité du musée Rodin à Meudon, qui a également conduit aux toponymes du boulevard Rodin et du parc homonyme situés en contrebas des Epinettes. D'abord propriétaire du seul institutionnel AXA, il a été mis en copropriété en septembre 1999.
L’histoire de l’immeuble s’inscrit dans celle de la zone d’aménagement concerté (ZAC) Rodin-Plateau-Égalité, établie pour aménager le plateau à la suite de l' effondrement de carrières survenu en 1961. La construction d’un grand ensemble de logements et commerces a permis de financer la consolidation définitive du terrain,.

## Caractéristiques
- Hauteur : 92 m
- Nombre d'étages : 29
- Surface : 47 903 m2, 1 297 au sol
- Nombre d'appartements : 395, allant de 18 m2 à 112 m2, du studio au duplex 5 pièces
- Population : environ 1.000 personnes
- Syndic : GTF Immobilier (depuis juin 2018)